# Gálatas 1
Gálatas 1 é o primeiro capítulo da Epístola aos Gálatas, de autoria do Apóstolo Paulo, que faz parte do Novo Testamento da Bíblia.

## Estrutura
I. Saudação e introdução v. 1-9

II. Narrativa das experiências de Paulo em apoio à alegação de ser detentor do verdadeiro apostolado
1. O evangelho que prega foi recebido diretamente de Cristo, por revelação, quando ele era judeu fervoroso e perseguia a igreja, v. 10-16
2. Por vários anos, permaneceu longe da igreja em Jerusalém e trabalhou independentemente dos outros apóstolos, v. 17-23

## Manuscritos originais
- O texto original é escrito em grego Koiné.
- Alguns dos manuscritos que contém este capítulo ou trechos dele são:
  - Papiro 46
  - Papiro 51
  - Papiro 99
  - Codex Vaticanus
  - Codex Sinaiticus
  - Codex Alexandrinus
  - Codex Ephraemi Rescriptus
  - Codex Freerianus
  - Codex Claromontanus
- Este capítulo é dividido em 24 versículos.

## Temas principais

### Paulo vindica a autoridade divina do seu apostolado e da sua doutrina
Paulo vindica que seu apostolado veio "não da parte dos homens, nem por homem algum, mas por Jesus Cristo e por Deus Pai, que o ressuscitou dos mortos", relatando então os três anos subsequentes à sua conversão; e somente após esse período ele resolveu se tornar membro da igreja em Jerusalém, pois eles não se importaram em admití-lo, temendo que não fosse um discípulo; até ao tempo em que Barnabé o levou para lá, onde esteve com os apóstolos Pedro e Tiago, e onde relatou sua conversão e ousadia na pregação do Evangelho em Damasco. Subir a Jerusalém somente neste momento foi em parte para sua própria segurança.
O fato de Paulo querer ver principalmente a Pedro não foi para ver que tipo de homem ele era, mas para lhe fazer uma visita cristã; conversar com ele sobre coisas espirituais; para saber como a obra de Deus continuou debaixo dele, como "ministro da circuncisão"; e para se relacionar com ele. Foi para mostrar o sucesso que ele havia encontrado como "ministro da incircuncisão" e não para receber o evangelho de Pedro, ou para ser ordenado um pregador através de Pedro; porque já tinha três anos de trabalho no ministério antes de fazer essa visita; e, além disso, sua permanência com ele foi curta, assim não poderia ter recebido muito de Pedro em tão pouco tempo, de uma maneira comum.
Além disso nem todo esse curto espaço de tempo foi gasto em conversas com Pedro, pois ele estava entrando e saindo de Jerusalém, onde ele pregou corajosamente em nome de Cristo, disputando com os gregos.